# 藤本昭夫
藤本 昭夫（ふじもと あきお、1943年（昭和18年）5月24日 - ）は、日本の政治家。大分県東国東郡姫島村長（通算10期）。

## 略歴
満洲出身。3歳の時に姫島に移り住む。大分県立国東高等学校、慶應義塾大学経済学部を卒業後、日本住宅公団（現都市再生機構）等に勤務。姫島村長であった父藤本熊雄の急死を受けて1984年に姫島村長に無投票で初当選。以後、8期連続無投票当選で姫島村長を務めた。9期目にあたる2016年の村長選挙は61年ぶりの選挙戦となったが、対立候補の藤本敏和を抑えて9選を果たした。2020年11月の同選挙で藤本敏和を再び破り10選。
姫島村では1955年（昭和30年）の村長選挙が島を2分する激しい争いとなり村内にしこりを残したことから、2年後の1957年（昭和32年）に行われた選挙以来、2016年（平成28年）まで16期にわたって村長選挙での無投票が続いていた。また、父熊雄は1960年（昭和35年）から7期にわたって姫島村長を務めており、藤本家は親子2代で通算16期にわたって姫島村長を務めている。現職首長の当選回数としては、山梨県早川町長の辻一幸の11回に次いで全国2番目の多選である。
2024年6月27日、同年秋の村長選挙に立候補せず任期満了での退任の意向を表明。

## 政策
1960年代後半に導入された行政ワークシェアリングを継続している。これは、村職員の数を増やす代わりに給与を低く抑えて、村内に雇用を創出するもので、若年層の流出を防ぐために導入されたものである。姫島村では、人口2,169人に対し村職員が同規模の自治体の約4倍にあたる212人いる反面、給与は同規模の自治体より約7万5千円低い約25万5千円に抑えられている。
「水産業と観光の村づくり」を提唱し、第三セクターの姫島車えび養殖株式会社による車えびの養殖を行う一方、おおいた姫島ジオパークの認定を受けている。